# Famagã Tiebá Uatara
Famagã Tiebá Uatara (em diúla: Famaghan Tieba Wattara; em francês: Famagan Tiéba Ouattara; m. 1742) foi um nobre africano mandinga do século XVIII, fagama do Reino de Guirico de 1729 a 1742 em sucessão de Famagã Uatara (r. 1714–1729). Vários autores simplesmente ignoram-o na lista de fagamas e estabelecem que Famagã Uatara teria governado até 1749/1750.

## Vida
Famagã tornou-se fagama em 1729 em sucessão de Famagã Uatara (r. 1714–1729), o fundador do Reino de Guirico e provavelmente seu pai. Na década de 1730, aliou-se a seu primo Querê Mori e fez expedições às zonas banhadas pelo Volta Negro e territórios além. Segundo a tradição local, Famagã partiu da região de Congue junto de oito líderes guerreiros, cada qual chefe de um exército; alguns eram filhos de seu tio Secu Uatara (r. 1710–1745), enquanto outros eram comandantes de confiança de escravos. Entre os líderes que foram com ele estava Bua, que segundo a tradição era seu subordinado e havia sido capturado noutra ocasião por Famagã e levado a Congue onde foi treinado à uatara. Essa forma conjunta teve participação nas lutas de alguns dos senhores locais da região.
Em novembro de 1739, segundo uma crônica árabe escrita em Tombuctu, Famagã, Querê Mori e Bamba conduziram expedição contra Jené, hoje no Mali. A tradição oral alega que a expedição tinha como finalidade assegurar a segurança das rotas comerciais de cavalos e sal em pedra no norte. Em seu caminho, dizimaram resistentes miniancas e tomaram pequenas cidades em torno de Jené sem atacá-la diretamente. Moveram-se para Sofara, no rio Bani, onde derrotaram exército enviado pelo paxá de Tombuctu. Após o episódio, os uataras conduziram expedição a oeste, onde atacaram o bamana Mamari Bitom em Segu, conduziram guerra em Fuladugu e então retornaram ao Volta Negro.
Não se cita quem conduziu as expedições em Segu, mas o estudioso Charles Montei relata que os inimigos de Mamari enviaram uma delegação a Congue com grande quantidade de ouro solicitando ajuda militar, enquanto Nehemia Levtzion sugeriu que o receptor da embaixada foi Famagã, que à época estava nas cercanias de Jené.[a] A historiografia mais recente, entretanto, tem apoiado a posição de Bakary Traoré de que quem conduziu essa expedição foi Querê Mori, que estava lutando no país dos miniancas antes da campanha em Sofara.
Nos últimos anos de sua vida, Famagã instalou-se em Bereba, na ponta nordeste do país dos bobôs, de onde lançou expedições contra as vilas dos buas. Também atuou como o ancião sênior nos principais feriados islâmicos quando líderes das casas uataras se reuniam para discutir e coordenar atividades comerciais e militares. Com sua morte em 1749, o ramo colateral dos uataras se distanciou do ramo principal. Seus descendentes ocuparam posições a margem esquerda do Volta Negro em Catafura, Dandé, Cundugu, Niandané e Sã e lançaram raides contra os miniancas e guardaram as rotas caravaneiras para Jené. Foi sucedido por seu filho Querê Massa Uatara (r. 1742–1749), que por sua vez foi sucedido pelo irmão Magã Ulé Uatara (r. 1749–1809).